# Wahlkreis Klingenthal – Auerbach II
Der Wahlkreis  Klingenthal – Auerbach II war ein Landtagswahlkreis zur Landtagswahl in Sachsen 1990, der ersten Landtagswahl nach der Wiedergründung des Landes Sachsen. Er hatte die Wahlkreisnummer 80.
Der Wahlkreis umfasste die Orte Bergen, Falkenstein/Vogtl., Grünbach, Kottengrün, Trieb/Vogtl. und Werda des Landkreises Auerbach und alle Städte und Gemeinden des Landkreises Klingenthal: Breitenfeld, Erlbach, Gunzen, Hammerbrücke, Klingenthal/Sa., Landwüst, Markneukirchen, Morgenröthe-Rautenkranz, Mühlleithen, Muldenberg, Schilbach, Schöneck/Vogtl., Tannenbergsthal/Vogtl., Wernitzgrün, Wohlhausen und Zwota.
Für die Landtagswahlen 1994 wurde auch infolge der Kreisreform die Wahlkreisstruktur verändert, zudem wurde die Zahl der Wahlkreise von 80 auf 60 verringert. Das Gebiet des Wahlkreises Klingenthal – Auerbach II wurde auf zwei Wahlkreise aufgeteilt. Während die Orte Markneukirchen mit den inzwischen eingemeindeten Ortschaften Breitenfeld und Wohlhausen sowie die Orte Erlbach, Landwüst, Wernitzgrün, Schöneck, Gunzen und Schilbach in den Wahlkreis Elstertal wechselten, verblieben die restlichen Städte und Gemeinden des Wahlkreises Klingenthal – Auerbach II im neugebildeten Wahlkreis Göltzschtal 2.

## Ergebnisse
Die Landtagswahl 1990 fand am 14. Oktober 1990 statt und hatte folgendes Ergebnis für den Wahlkreis Klingenthal – Auerbach II:
| Direktkandidat  | Partei (Kürzel) | Erststimmen (%) | Zweitstimmen (%) |
| --------------- | --------------- | --------------- | ---------------- |
|                 | DA              | -               | 00,6             |
| Ursula Kulscher | CDU             | 53,2            | 60,4             |
|                 | Chr. L          | -               | 00,8             |
|                 | DBU             | -               | 00,4             |
|                 | DSU             | 09,7            | 03,7             |
|                 | F.D.P.          | 07,3            | 05,9             |
|                 | LL-PDS          | 06,8            | 06,4             |
|                 | NPD             | -               | 00,6             |
|                 | FORUM           | 05,2            | 03,3             |
|                 | RAP             | -               | 00,1             |
|                 | SHB             | -               | 00,0             |
|                 | SPD             | 17,9            | 17,8             |

Es waren 39.714 Personen wahlberechtigt. Die Wahlbeteiligung lag bei 77,5 %. Von den abgegebenen Stimmen waren 2,5 % ungültig. Als Direktkandidat wurde Ursula Kulscher (CDU) gewählt. Sie erreichte 53,2 % aller gültigen Stimmen.